# Jardín

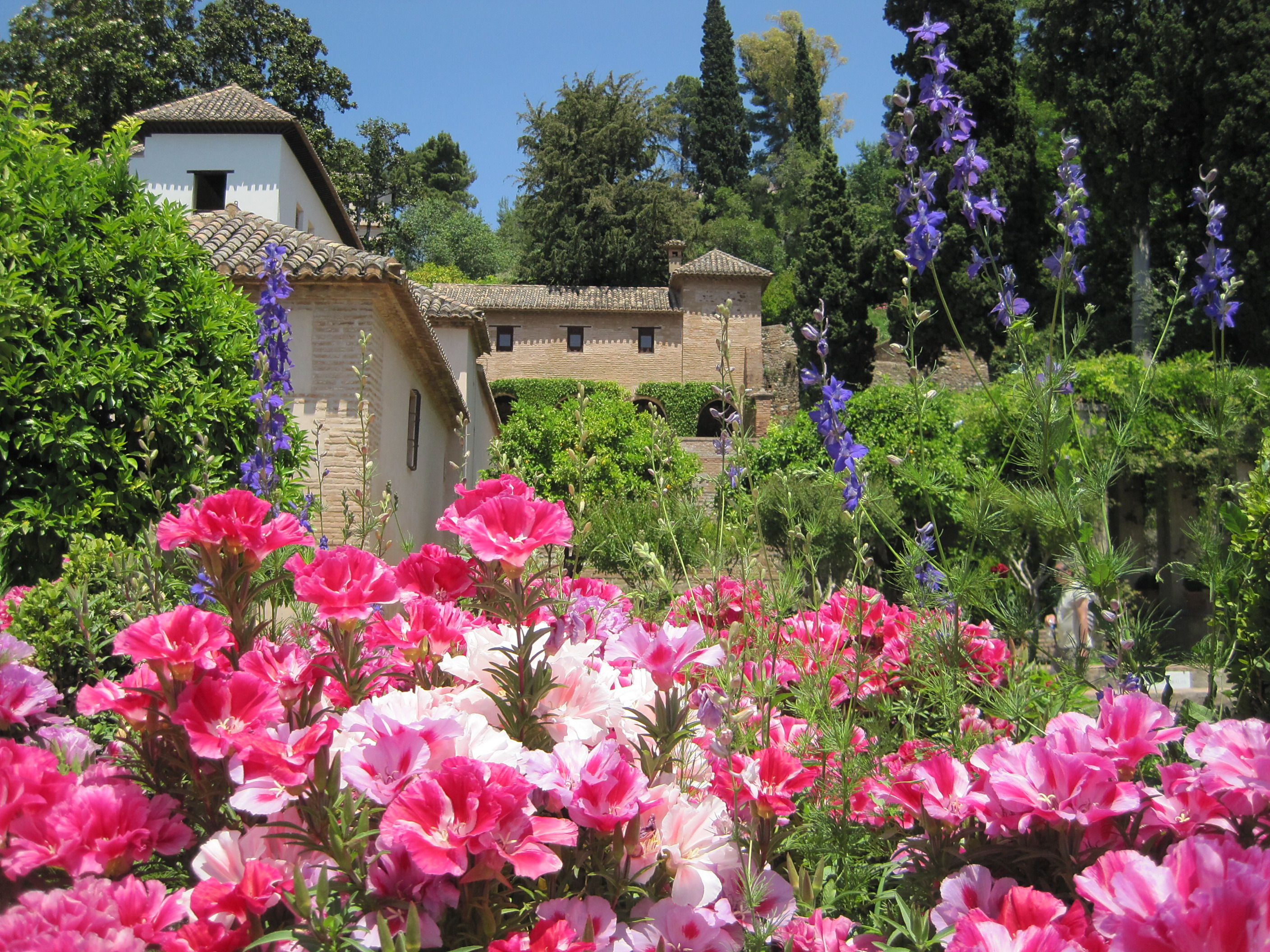
Rincón en los jardines del Generalife, Granada

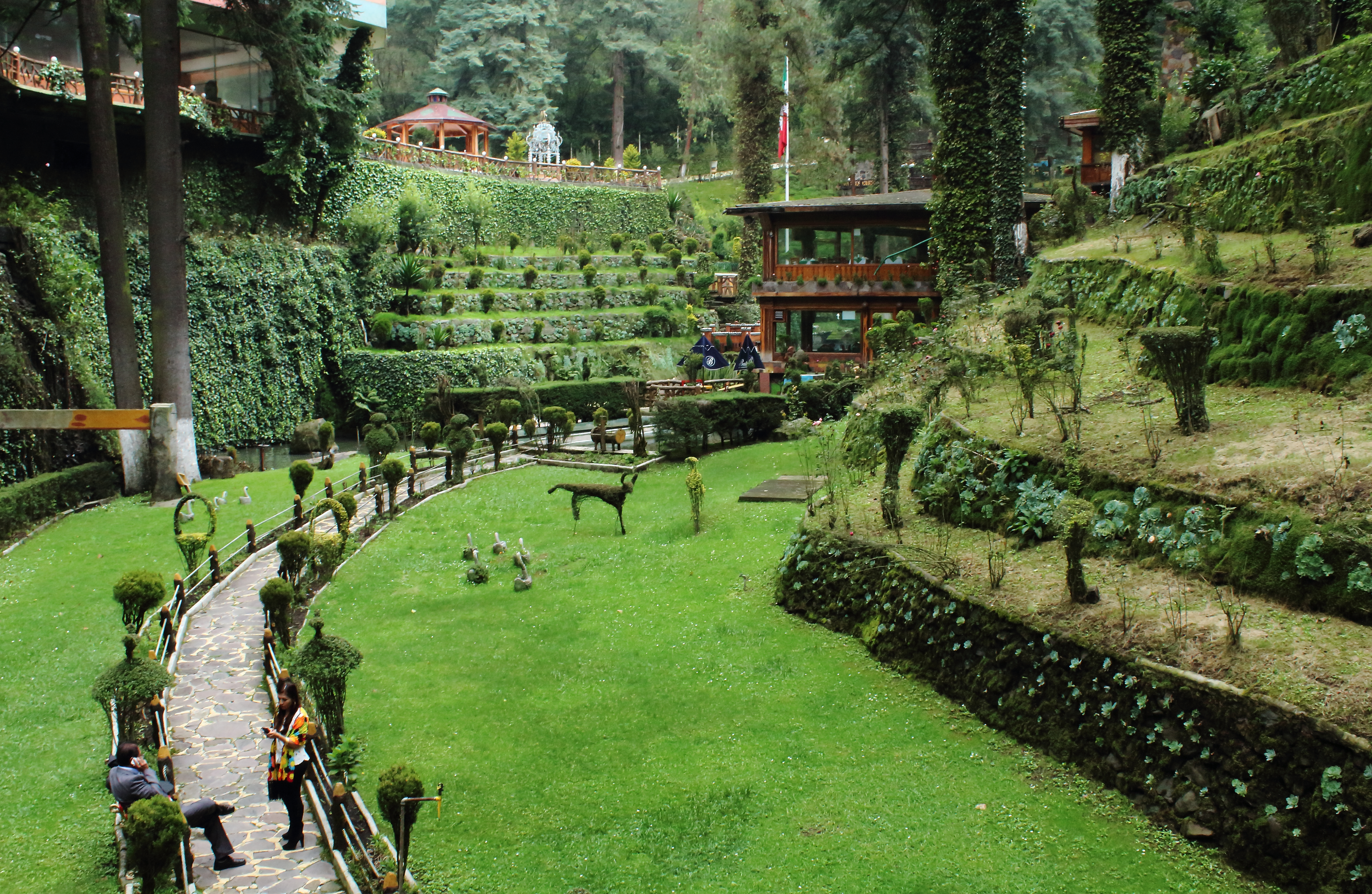
Vista desde la parte superior de un jardín en Toluca de Lerdo

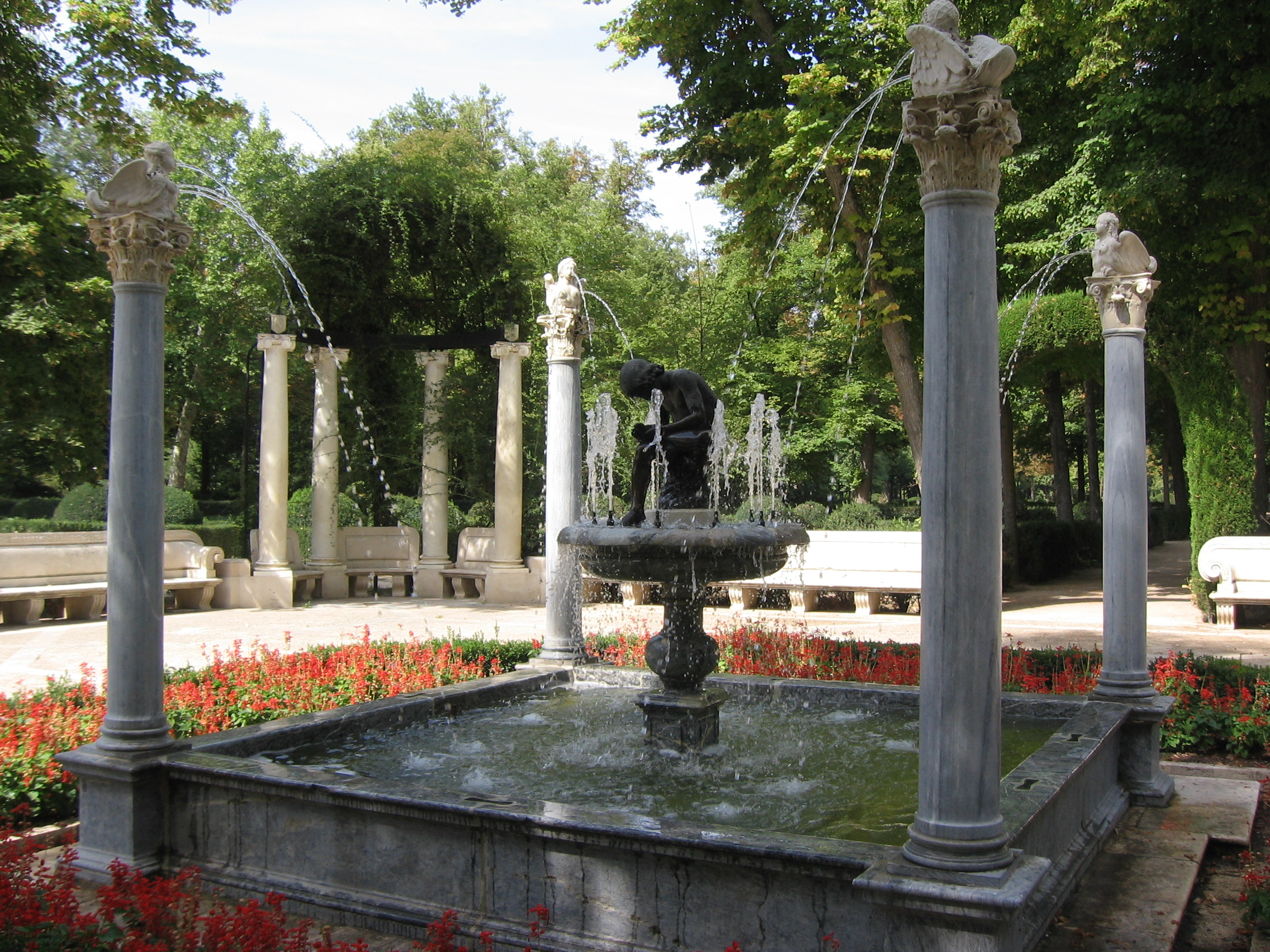
Jardín de la Isla, en Aranjuez

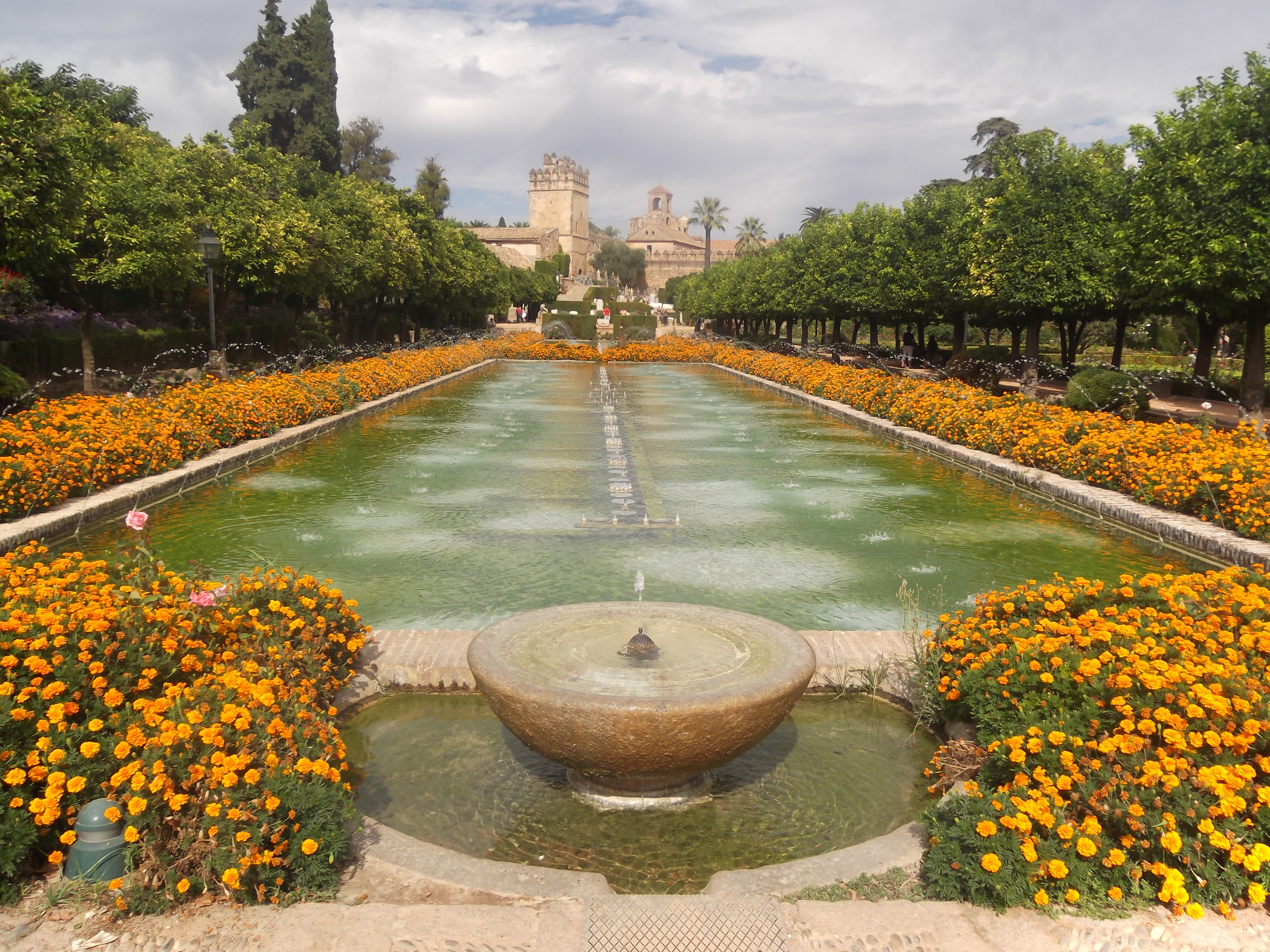
Jardín del Alcázar de Córdoba

Un jardín (del francés jardin, huerto), es una zona del terreno donde se cultivan especies vegetales, con posible añadidura de otros elementos como fuentes o esculturas, para el placer de los sentidos. En castellano se llamaba antiguamente huerto de flor para distinguirlo del huerto donde se cultivan hortalizas. La adopción de la palabra en francés hizo más fácil la distinción entre uno y otro vocablos.

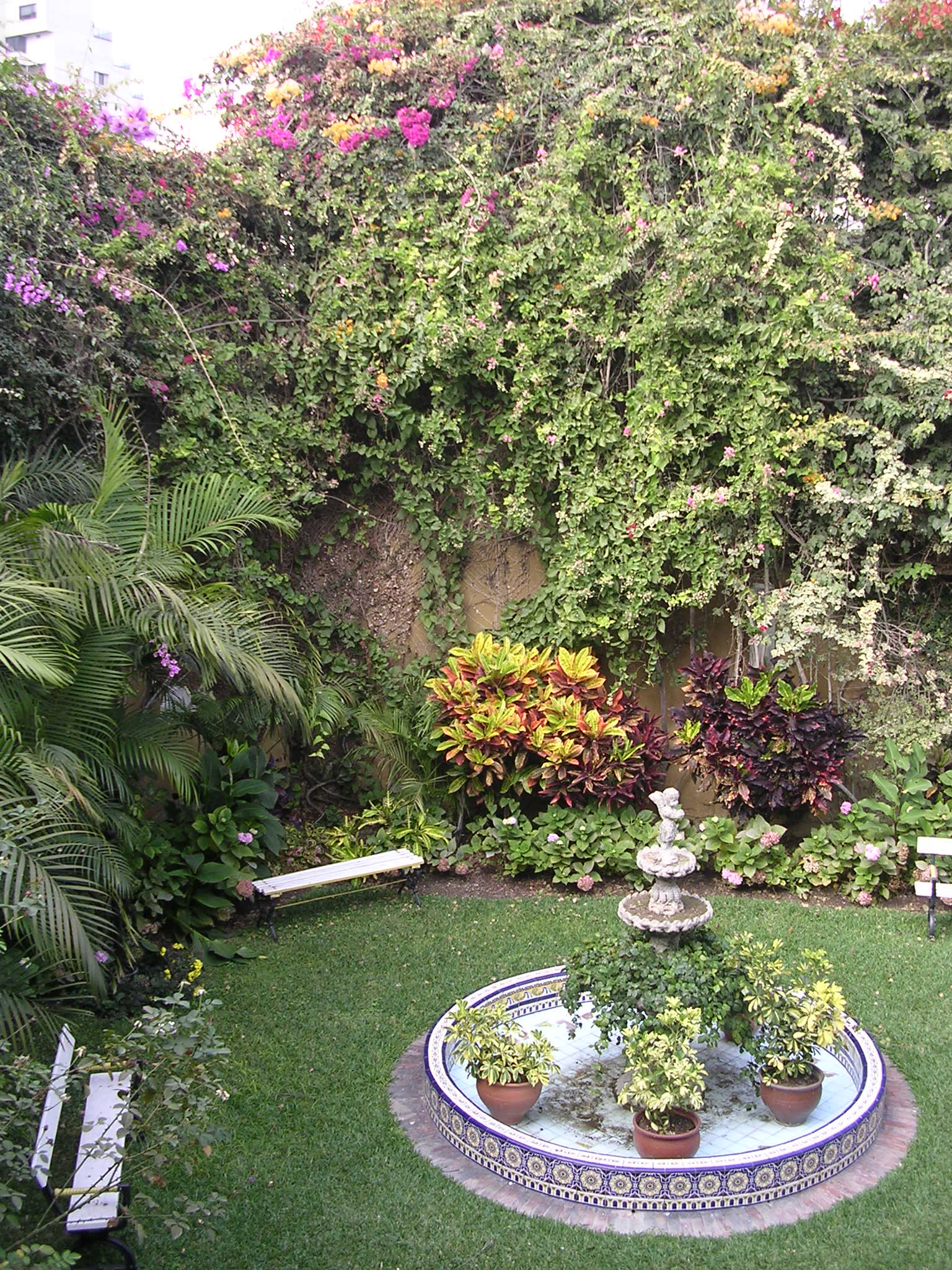
Jardín en Lima, Perú

Hacer estos huertos sin finalidad económica, únicamente por goce estético, arrastra una larga tradición, y ya eran famosos los Jardines colgantes de Babilonia, considerados como una de las maravillas del mundo antiguo, lo que denota que estos espacios de ocio tienen desde entonces una larga tradición.
Un jardín puede incorporar tanto materiales naturales como hechos por el hombre (Paisajismo). Los jardines occidentales están casi universalmente basados en las plantas. Sin embargo, algunos tipos de jardines orientales, como los jardines Zen, apenas las usan o, no las usan en absoluto.
Los parques zoológicos, que exhiben animales en hábitats naturales simulados, eran antiguamente llamados jardines zoológicos.
La jardinería es el arte de crear estos espacios, y acompaña a la arquitectura, puesto que son un complemento de los edificios e, incluso, a menudo tienen construcciones en su diseño.
A lo largo de la Historia los jardines han variado no solamente en sus estilos sino que también en relación con las especies. La ingeniería genética y el desarrollo de los viverista han aportado gran diversidad de variedades híbridas adaptadas a requerimientos del diseño.
También la corriente ecológica planifica un jardín teniendo en cuenta las plantas autóctonas de la región, permitiendo así el buen manejo de la biodiversidad existente.

## Historia
La historia de la jardinería se escribe a través de los diversos estilos o modos de hacer jardines, que suelen estar ligados al clima del lugar donde se hacen, puesto que cada planta requiere unas condiciones climáticas específicas para un mejor desarrollo.

### Asia

#### China

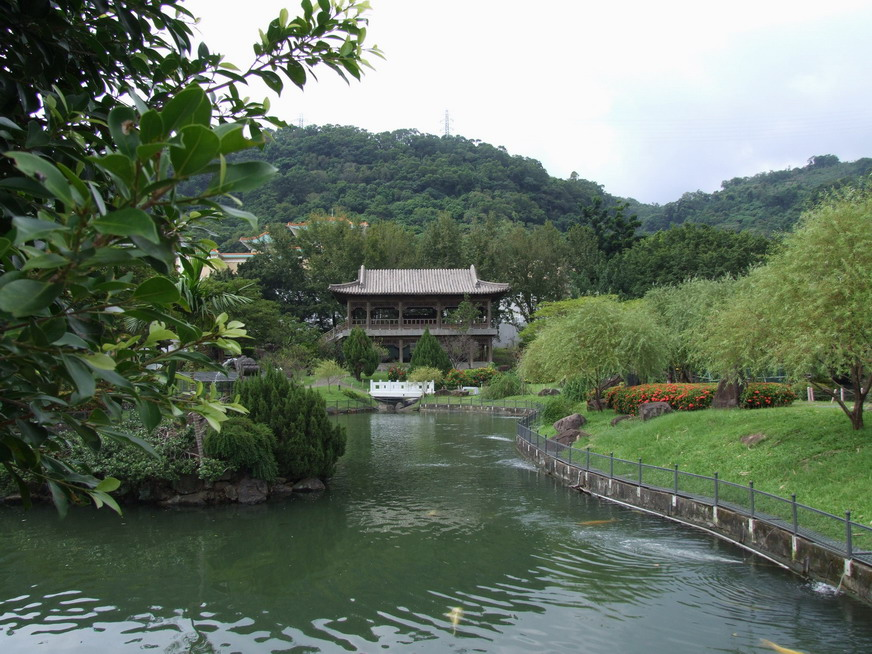
Diseño naturalista de un jardín chino incorporado al paisaje, incluyendo un pabellón

Los primeros jardines chinos de los que se tiene constancia se crearon en el valle del río Amarillo, durante la dinastía Shang (1600-1046 a. C.). Estos jardines eran grandes parques cerrados donde los reyes y los nobles cazaban, o donde se cultivaban frutas y verduras. Las primeras inscripciones de este periodo, talladas en caparazones de tortuga, tienen tres caracteres chinos para jardín, you, pu y yuan. El you era un jardín real donde se guardaban los pájaros y los animales, mientras que el pu era un jardín para las plantas. Durante la dinastía Qin (221-206 a. C.), yuan se convirtió en el carácter para todos los jardines. El antiguo carácter para yuan es una pequeña imagen de un jardín; está encerrado en un cuadrado que puede representar un muro, y tiene símbolos que pueden representar el plano de una estructura, un pequeño cuadrado que puede representar un estanque, y un símbolo para una plantación o un granado.
Un famoso jardín real de finales de la dinastía Shang fue la Terraza, Estanque y Parque del Espíritu (Lingtai, Lingzhao Lingyou) construido por el rey Wen de Zhou al oeste de su capital, Yin. El parque fue descrito en el Clásico de la Poesía de esta manera:
El Rey hace su paseo en el Parque del Espíritu,
Los ciervos están arrodillados en la hierba, alimentando a sus cervatillos,
Los ciervos son hermosos y resplandecientes.
Las grullas inmaculadas tienen plumas de un blanco brillante.
El Rey hace su paseo hasta el Estanque del Espíritu,
El agua está llena de peces, que se retuercen.
Otro de los primeros jardines reales fue el Shaqui, o las Dunas de Arena, construido por el último gobernante Shang, el Rey Zhou (1075-1046 a. C.). Estaba compuesto por una terraza de tierra, o tai, que servía de plataforma de observación en el centro de un gran parque cuadrado. Fue descrito en uno de los primeros clásicos de la literatura china, los Registros del Gran Historiador (Shiji). Según el Shiji, una de las características más famosas de este jardín era el Estanque de vino y bosque de carne (酒池肉林). En los terrenos del palacio se construyó una gran piscina, lo suficientemente grande como para que cupieran varias embarcaciones pequeñas, con revestimiento interior de piedras pulidas de forma ovalada procedentes de la orilla del mar. La piscina se llenaba de vino. Se construyó una pequeña isla en el centro de la piscina, donde se plantaron árboles, que tenían pinchos de carne asada colgando de sus ramas. El rey Zhou y sus amigos y concubinas navegaban en sus barcas, bebiendo el vino con las manos y comiendo la carne asada de los árboles. Filósofos e historiadores chinos posteriores citaron este jardín como ejemplo de decadencia y mal gusto.
Durante el período de las Primaveras y Otoños (722-481 a. C.), en el año 535 a. C., la Terraza de Shanghua, con palacios lujosamente decorados, fue construida por el Rey Jing de la dinastía Zhou. En el 505 a. C., se inició un jardín aún más elaborado, la Terraza de Gusu. Estaba situada en la ladera de una montaña, e incluía una serie de terrazas conectadas por galerías, junto con un lago por el que navegaban barcos con forma de dragones azules. Desde la terraza más alta, la vista se extendía hasta el Lago Tai, el Gran Lago.

#### India
Manasollasa es un texto en sánscrito del siglo XII que ofrece detalles sobre el diseño de jardines y una variedad de otros temas. Se describen tanto los parques públicos como los jardines forestales, con unos 40 tipos de árboles recomendados para el parque en el capítulo Vana-krida. Shilparatna, un texto del siglo XVI, afirma que los jardines de flores o los parques públicos deben situarse en la parte norte de una ciudad.

#### Japón

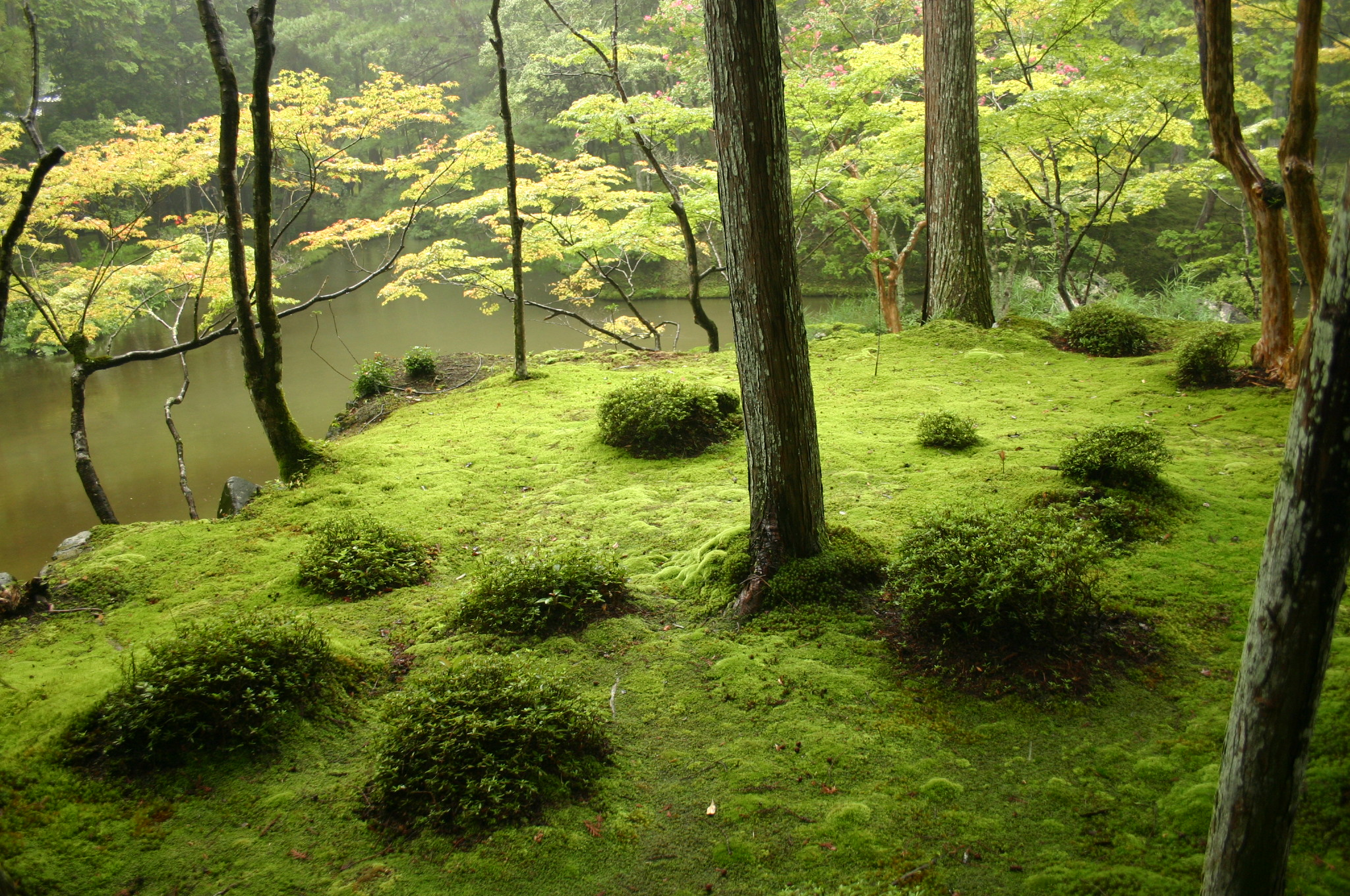
Un jardín de musgo en el templo Saihō-ji de Kioto, iniciado en 1339.

Los primeros jardines japoneses de los que se tiene constancia eran los jardines de placer de los emperadores y los nobles. Se mencionan en varios pasajes breves del Nihon Shoki, la primera crónica de la historia japonesa, publicada en el año 720 de la era cristiana. En la primavera del año 74 CE, la crónica registró: "El Emperador Keikō puso unas cuantas carpas en un estanque, y se alegró de verlas mañana y tarde". Al año siguiente, "El emperador botó una barca de doble casco en el estanque de Ijishi, en Ihare, y subió a bordo con su concubina imperial, y celebraron juntos un suntuoso banquete". En el año 486, la crónica recoge que "El Emperador Kenzō fue al jardín y festejó al borde de un arroyo serpenteante".

#### Corea
Los jardines coreanos son un tipo de jardín descrito como natural, informal, sencillo y no forzado, que busca fundirse con el mundo natural. Tienen una historia que se remonta a más de dos mil años, pero se sabe muy poco de ellos en Europa. Los registros más antiguos datan del período de los Tres Reinos (57 a. C. - 668 d. C.), cuando la arquitectura y los jardines de los palacios mostraron un desarrollo señalado en el Historia de los Tres Reinos coreano.

### Europa

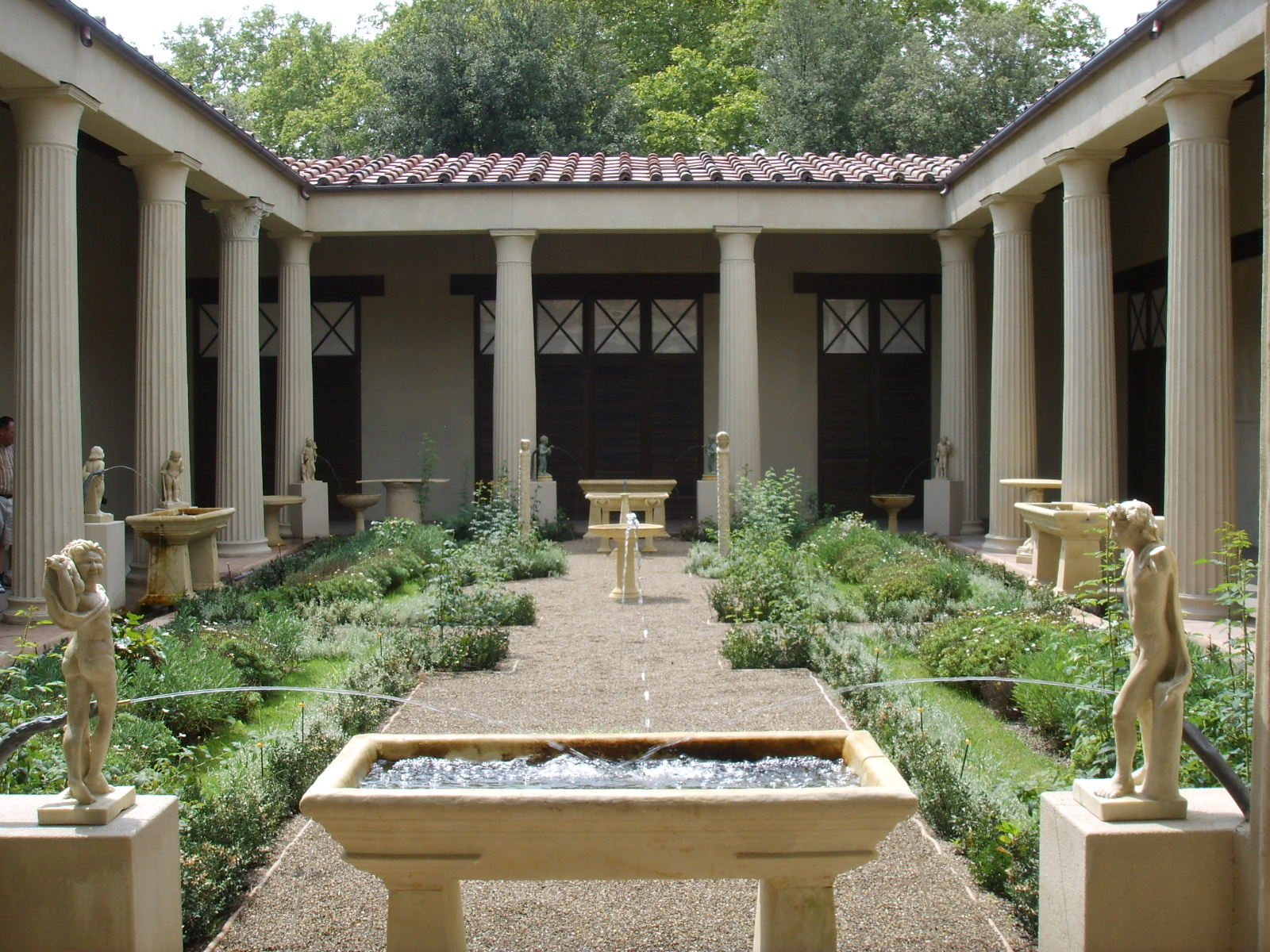
Reconstrucción del jardín de la Casa de los Vettii en Pompeya.

La jardinería no fue reconocida como una forma de arte en Europa hasta mediados del siglo XVI, cuando entró en el discurso político, como símbolo del concepto de "república ideal". Evocando la imagen utópica del Jardín del Edén, una época de abundancia y plenitud donde los humanos no conocían el hambre ni los conflictos que surgían de las disputas por la propiedad. John Evelyn escribió a principios del siglo XVII, "no hay una vida más laboriosa que la de un buen jardinero; sino un trabajo lleno de tranquilidad y satisfacción; natural e instructivo, y tal que (si es que hay alguno) contribuye a la piedad y la contemplación"." Durante la época de los Enclosures, el colectivismo agrario del época feudal fue idealizado en las "fantasías literarias de regresión liberadora al jardín y a la naturaleza".

#### Francia
Tras su campaña en Italia en 1495, donde vio los jardines y castillos de Nápoles, el rey Carlos VIII trajo de Nápoles a artesanos y diseñadores de jardines italianos, como Pacello da Mercogliano, y ordenó la construcción de jardines de estilo italiano en su residencia del Château d'Amboise y en el Château Gaillard, otra residencia privada en Amboise. Su sucesor Henry II, que también había viajado a Italia y había conocido a Leonardo da Vinci, creó un italiano cercano en el Château de Blois. A partir de 1528, el rey Francisco I creó nuevos jardines en el Castillo de Fontainebleau, que contaban con fuentes, parterres, un bosque de pinos traídos de Provenza y la primera gruta artificial de Francia. El Château de Chenonceau tenía dos jardines del nuevo estilo, uno creado para Diane de Poitiers en 1551, y un segundo para Catalina de Medici en 1560. En 1536, el arquitecto Philibert de l'Orme, a su regreso de Roma, creó los jardines del Château d'Anet siguiendo las reglas de proporción italianas. La cuidada armonía de Anet, con sus parterres y superficies de agua integradas con secciones de vegetación, se convirtió en uno de los primeros y más influyentes ejemplos del jardín clásico francés.
El jardín formal francés (en francés: jardin à la française) contrastaba con los principios de diseño del jardín paisajístico inglés (en francés: jardin à l'anglaise), es decir, "forzar la naturaleza" en lugar de dejarla inalterada. Los típicos jardines formales franceses contaban con "parterres, formas geométricas y topiarios pulcramente recortados", en contraste con el estilo de jardín inglés en el que "las plantas y los arbustos parecen crecer de forma natural sin artificios. " A mediados del siglo XVII la simetría axial había ascendido a la prominencia en las tradiciones de jardinería francesas de André Mollet y Jacques Boyceau, este último que escribió: "Todas las cosas, por muy bellas que se elijan, serán defectuosas si no están ordenadas y colocadas en la simetría adecuada. "  Un buen ejemplo del estilo formal francés son los jardines de las Tullerías de París. Diseñados originalmente durante el reinado de Enrique II a mediados del siglo XVI, los jardines fueron rediseñados al estilo formal francés para el Rey Luis XIV. Los jardines se ordenaron en líneas simétricas: largas hileras de olmos o castaños, setos recortados, junto con parterres, "reflejando[n] el triunfo ordenado de la voluntad del hombre sobre la naturaleza"."
El jardín paisajístico francés fue influenciado por el jardín paisajístico inglés y ganó protagonismo a finales del siglo XVIII.

#### Reino Unido
Antes de la época del Grand Manner, los pocos jardines significativos que se podían encontrar en Gran Bretaña se habían desarrollado bajo la influencia del continente. Las tradiciones de la jardinería doméstica británica eran más prácticas que estéticas, a diferencia de los grandes jardines de los castillos y, en menor medida, de las universidades. Los jardines de los Tudor enfatizaban el contraste más que las transiciones, distinguiéndose por el color y la ilusión. No estaban pensados como complemento de la casa o la arquitectura, sino que se concebían como espacios independientes, dispuestos para cultivar y exhibir flores y plantas ornamentales. Los jardineros demostraban su arte en los jardines de nudos, con arreglos complejos que incluían normalmente setos de buxus entrelazados y, con menos frecuencia, hierbas aromáticas como el romero. Entre los setos de los nudos abiertos discurrían caminos de arena, mientras que los nudos cerrados se llenaban de flores de un solo color. Los jardines de nudos y parterre se situaban siempre en terrenos llanos, y las zonas elevadas se reservaban para terrazas desde las que se podía contemplar la complejidad de los jardines.
Los jardines jacobinos fueron descritos como "una deliciosa confusión" por Henry Wotton en 1624. Bajo la influencia del Renacimiento italiano, los jardines carolinos empezaron a desprenderse de parte del caos de los diseños anteriores, marcando el inicio de una tendencia hacia diseños simétricos unificados que tenían en cuenta la arquitectura del edificio, y que presentaban una terraza elevada desde la que se podía ver la casa y el jardín. El único jardín Caroline que se conserva se encuentra en el Castillo de Bolsover en Derbyshire, pero es demasiado sencillo para atraer mucho interés. Durante el reinado de Carlos II, se construyeron muchas nuevas casas de campo de estilo Barroco; mientras que en Inglaterra Thomas Cromwell trató de destruir muchos jardines de estilo tudor, jacobino y carolino.

## Elementos del jardín
Los elementos de un jardín consisten en:
Condiciones naturales y materiales y minerales:
- El suelo
- Las rocas
- La luz
- El viento
- El agua de lluvia u otras fuentes.
- El aire
  - Contaminación
  - Proximidad al océano (salinidad)
- Las plantas

Elementos construidos:
- Canteros
- Senderos
- Estanques, jardines acuáticos u otros elementos como sistemas de drenajes
- Terrazas, patios, porches
- Iluminación
- Escultura
- Edificios como gazebos, pérgolas y caprichos (follys)

## Tipos de jardín
Los jardines se pueden clasificar por su uso:
- Jardín público[25]
- Jardín privado

También se pueden distinguir por su cronología e interés como:
- Jardín histórico

Los jardines pueden exhibir tipos particulares de plantas:
- Alameda
- Jardín de cactus o xerojardín.
- Jardín de helechos
- Jardín herbal
- Jardín de césped
- Huerto
- Jardín de rosas o Rosaleda
- Jardines pequeños
- Jardines grandes

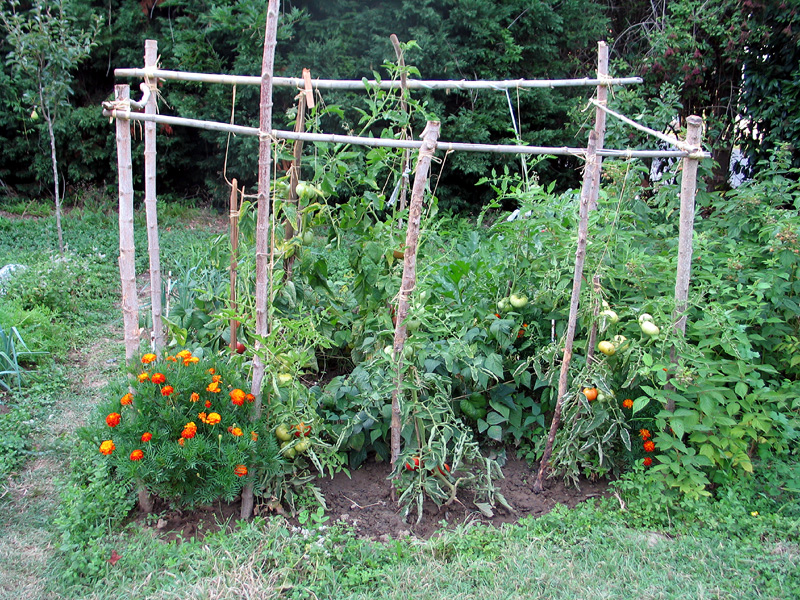
Huerto.

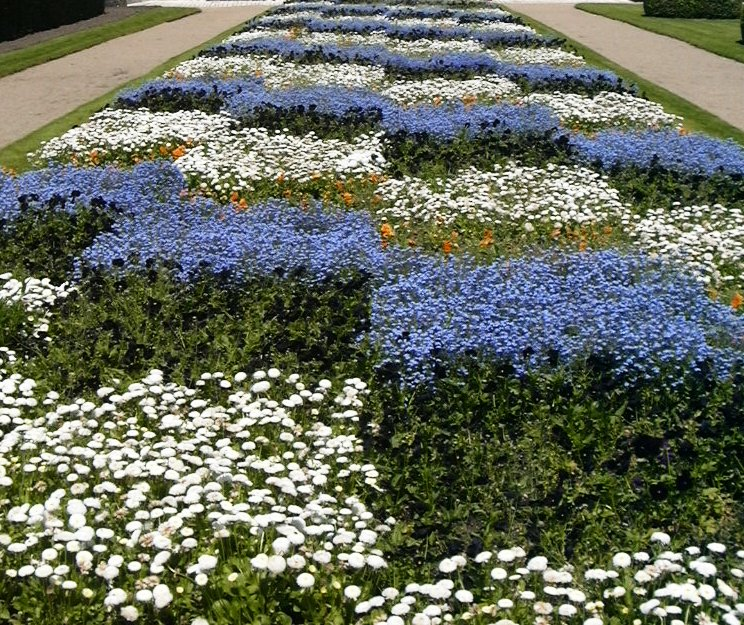
Jardín de flores geométrico en Tours (Francia).

También pueden destacar un estilo particular o estético:
- Jardín alpino o Rocalla
- Jardín aromático
- Jardín miniatura o Bonsái
- Jardín chino
- Jardín tropical
- Jardín formal
- Jardín informal
- Jardín español
- Jardín italiano
- Jardín inglés
- Jardín islámico
- Jardín geométrico
- Jardín japonés
- Jardín Zen
- Jardín acuático
- Jardín silvestre

O estar organizados de diferentes modos:

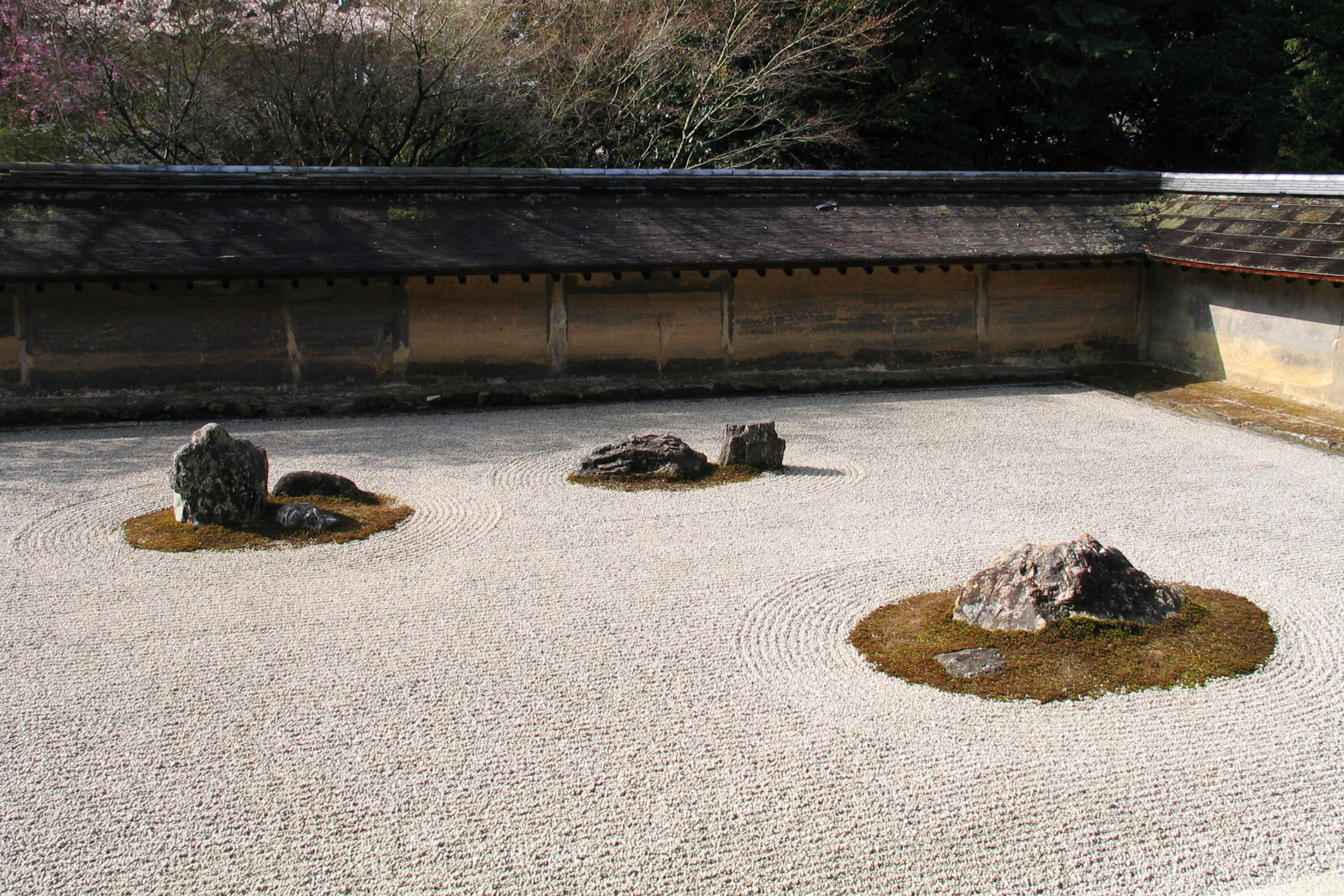
Jardín Zen.

- Jardín botánico
- Jardín de macetas
- Jardín en terraza elevada
- Jardín de pruebas
- Jardín residencial
- Jardín vertical
- Jardín hidropónico

## Los jardines públicos
Los jardines públicos, dentro de las grandes ciudades juegan un rol muy importante en el mejoramiento de la calidad de vida de los pobladores. La OMS establece el límite mínimo de jardines públicos o áreas verdes, para las ciudades, en 9 m²/habitante.

## Los jardines en la literatura
- El jardín del Edén
- El Romance de la rosa
- El jardín secreto de Frances Hodgson Burnett
- Medianoche en el jardín del bien y del mal de John Berendt
- Jardín Una de las novelas escritas por la poetisa y escritora cubana, Dulce María Loynaz que se desarrolla en una casona de El Vedado en La Habana.